# Río Gallegos (Fluss)

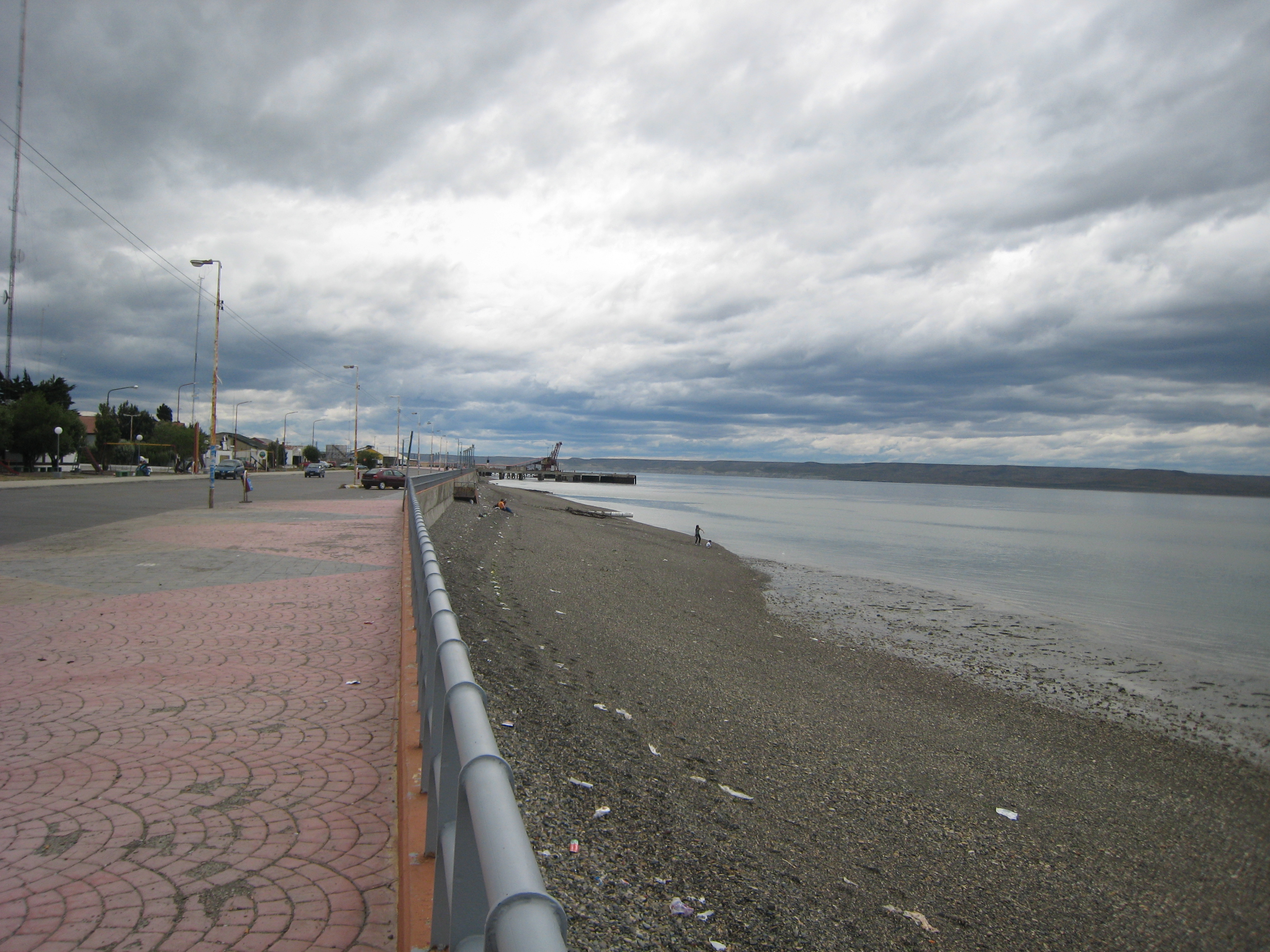
Río Gallegos (2007)

Der Río Gallegos ist ein Fluss in der argentinischen Provinz Santa Cruz in Patagonien. An seinem Mündungstrichter (Ria) liegt die gleichnamige Hauptstadt der Provinz, Río Gallegos.
Der Fluss entsteht am Zusammenfluss von Río Rubens und Río Penitentes nahe der chilenischen Grenze und mündet nach 180 km in den Atlantischen Ozean.
Auf seinem Weg nach Osten hat der Río Gallegos die Nebenflüsse Río Turbio, Río Cóndor, und Río Zurdo. Während der Trockenzeit ist der Fluss trotzdem oft nur noch ein Rinnsal.
Der Fluss wurde nach Blasco Gallegos, einem der Lotsen der Magellanexpedition im Jahre 1520 benannt und ist heute bekannt als Ziel für Fliegenfischer, die hier Forellen fangen.